# 53º Campeonato Brasileiro Absoluto de Xadrez
O 53º Campeonato Brasileiro Absoluto de Xadrez foi uma competição de xadrez organizada pela CBX referente ao ano de 1986. Sua fase final disputada na cidade de Garanhuns (PE) de 19 a 24 de setembro de 1986. E teve como campeão o enxadrista Gilberto Milos.

## Fase final
Os 34 participantes da fase final se enfrentaram em 11 rodadas pelo sistema suíço.
Participantes com direito a vaga
- 10 enxadristas classificados na fase semifinal;
- Campeões Brasileiros de edições anteriores;
- Brasileiros com títulos de Mestre Internacional ou superior;
- Enxadristas com rating superior a 2300 pontos;
- 3 enxadristas convidados pela Federação Pernambucana de Xadrez (anfitriã do evento).

Sistema de pontuação
- 1,0 ponto por vitória e Bye;
- 0,5 ponto por empate;
- 0,0 ponto por derrota.

Critérios de desempate
1. Milésimos Totais (soma dos pontos dos adversários enfrentados).

| Pos. | Jogador                 | UF | Pontos | Miles. | Vit. | R1   | R2   | R3   | R4   | R5   | R6   | R7   | R8   | R9   | R10  | R11  |
| ---- | ----------------------- | -- | ------ | ------ | ---- | ---- | ---- | ---- | ---- | ---- | ---- | ---- | ---- | ---- | ---- | ---- |
| 1º   | Gilberto Milos          | SP | 8,0    | 68,0   | 5    | 28º+ | 22º= | 17º+ | 09º+ | 04º+ | 03º= | 02º= | 11º+ | 07º= | 10º= | 08º= |
| 2º   | Rubens Filguth          | PR | 8,0    | 66,5   | 6    | 10º- | 30º+ | 29º+ | 16º= | 22º+ | 12º+ | 01º= | 14º+ | 03º= | 04º= | 07º+ |
| 3º   | Alexandru Segal         | SP | 7,0    | 71,5   | 3    | 05º+ | 15º= | 22º= | 10º+ | 11º= | 01º= | 07º= | 12º+ | 02º= | 09º= | 04º= |
| 4º   | Alexandre de Castro     | MG | 7,0    | 68,0   | 4    | 23º= | 19º+ | 31º+ | 11º= | 01º- | 17º= | 09º= | 05º+ | 13º+ | 02º= | 03º= |
| 5º   | Edson Tsuboi            | SP | 7,0    | 66,0   | 5    | 03º- | 20º= | 25º+ | 14º= | 23º+ | 09º= | 08º+ | 04º- | 12º+ | 13º= | 10º+ |
| 6º   | Luiz Ney Menna Barreto  | RS | 7,0    | 58,5   | 6    | 34º= | 07º= | 27º+ | 17º- | 13º- | 31º+ | 18º- | 29º+ | 22º+ | 14º+ | 09º+ |
| 7º   | Herman van Riemsdijk    | SP | 6,5    | 67,0   | 3    | 24º= | 06º= | 28º= | 23º+ | 17º= | 22º+ | 03º= | 13º= | 01º= | 11º+ | 02º- |
| 8º   | Cícero Nogueira Braga   | SP | 6,5    | 64,0   | 4    | 15º- | 29º+ | 20º= | 19º= | 10º= | 25º+ | 05º- | 16º+ | 23º= | 17º+ | 01º= |
| 9º   | Hermes Amilcar Machado  | RJ | 6,0    | 70,5   | 3    | 21º+ | 16º+ | 11º= | 01º- | 15º= | 05º= | 04º= | 22º+ | 14º= | 03º= | 06º- |
| 10º  | Ricardo Teixeira        | RJ | 6,0    | 70,5   | 3    | 02º+ | 17º= | 34º= | 03º- | 08º= | 16º= | 15º+ | 18º+ | 11º= | 01º= | 05º- |
| 11º  | Luiz Loureiro           | RJ | 6,0    | 69,5   | 3    | 20º+ | 12º+ | 09º= | 04º= | 03º= | 18º+ | 14º= | 01º- | 10º= | 07º- | 16º= |
| 12º  | Eduardo Thélio Limp     | RJ | 6,0    | 65,5   | 5    | 32º+ | 11º- | 24º+ | 15º= | 16º+ | 02º- | 19º+ | 03º- | 05º- | 23º+ | 13º= |
| 13º  | Marco Antônio Asfora    | PE | 6,0    | 65,0   | 3    | 29º= | 25º+ | 15º= | 22º- | 06º+ | 19º= | 17º+ | 07º= | 04º- | 05º= | 12º= |
| 14º  | Francisco Trois         | RS | 6,0    | 64,0   | 3    | 19º= | 31º= | 23º= | 05º= | 28º+ | 15º+ | 11º= | 02º- | 09º= | 06º- | 26º+ |
| 15º  | James Mann de Toledo    | SP | 6,0    | 63,0   | 3    | 08º+ | 03º= | 13º= | 12º= | 09º= | 14º- | 10º- | 24º= | 32º+ | 18º= | 23º+ |
| 16º  | Márcio Miranda          | RJ | 6,0    | 60,5   | 4    | 33º+ | 09º- | 18º+ | 02º= | 12º- | 10º= | 24º= | 08º- | 25º+ | 27º+ | 11º= |
| 17º  | Alberto Mascarenhas     | RJ | 5,5    | 67,5   | 3    | 30º+ | 10º= | 01º- | 06º+ | 07º= | 04º= | 13º- | 19º= | 24º+ | 08º- | 18º= |
| 18º  | Antônio Carlos Resende  | SP | 5,5    | 61,5   | 3    | 25º= | 23º= | 16º- | 20º+ | 31º+ | 11º- | 06º+ | 10º- | 19º= | 15º= | 17º= |
| 19º  | Peter Toth              | RJ | 5,5    | 59,5   | 2    | 14º= | 04º- | 33º+ | 08º= | 27º+ | 13º= | 12º- | 17º= | 18º= | 22º= | 20º= |
| 20º  | Francisco Alves         | CE | 5,5    | 55,0   | 4    | 11º- | 05º= | 08º= | 18º- | 33º+ | 28º+ | 22º- | 32º+ | 27º- | 30º+ | 19º= |
| 21º  | Wagner Martins Madeira  | SP | 5,5    | 45,0   | 4    | 09º- | 28º- | 26º- | bye+ | 32º= | 23º- | 30º= | 33º+ | 29º+ | 24º= | 27º+ |
| 22º  | César Soares Filho      | SP | 5,0    | 69,5   | 3    | 26º+ | 01º= | 03º= | 13º+ | 02º- | 07º- | 20º+ | 09º- | 06º- | 19º= | 25º= |
| 23º  | Herbert Abreu Carvalho  | SP | 5,0    | 65,0   | 3    | 04º= | 18º= | 14º= | 07º- | 05º- | 21º+ | 28º+ | 27º+ | 08º= | 12º- | 15º- |
| 24º  | Luiz Gentil Jr          | CE | 5,0    | 59,0   | 1    | 07º= | 34º= | 12º- | 26º= | 29º+ | 27º= | 16º= | 15º= | 17º- | 21º= | 28º= |
| 25º  | Paulo Cezar Haro        | SP | 5,0    | 58,5   | 4    | 18º= | 13º- | 05º- | 30º+ | 26º+ | 08º- | 27º- | 28º+ | 16º- | 32º+ | 22º= |
| 26º  | José Pedro Araújo Rosa  | PE | 5,0    | 45,5   | 4    | 22º- | 27º- | 21º+ | 24º= | 25º- | 32º- | bye+ | 30º= | 33º+ | 31º+ | 14º- |
| 27º  | Haroldo Cunha Santos Jr | RJ | 4,5    | 55,5   | 4    | 31º- | 26º+ | 06º- | 33º+ | 19º- | 24º= | 25º+ | 23º- | 20º+ | 16º- | 21º- |
| 28º  | Aron Antunes Corrêa     | SP | 4,5    | 57,0   | 3    | 01º- | 21º+ | 07º= | 31º= | 14º- | 20º- | 23º- | 25º- | bye+ | 33º+ | 24º= |
| 29º  | Mário Rogério Iwakura   | RS | 4,5    | 52,5   | 3    | 13º= | 08º- | 02º- | 32º+ | 24º- | 30º= | 33º+ | 06º- | 21º- | bye+ | 31º= |
| 30º  | Fernando Capiberibe     | PE | 4,5    | 49,0   | 2    | 17º- | 02º- | 32º= | 25º- | bye+ | 29º= | 21º= | 26º= | 31º= | 20º- | 33º+ |
| 31º  | Eduardo Asfora          | PE | 4,0    | 56,5   | 2    | 27º+ | 14º= | 04º- | 28º= | 18º- | 06º- | 32º- | bye+ | 30º= | 26º- | 29º= |
| 32º  | Olício Gadía            | RJ | 4,0    | 48,0   | 3    | 12º- | 33º- | 30º= | 29º- | 21º= | 26º+ | 31º+ | 20º- | 15º- | 25º- | bye+ |
| 33º  | Eduardo Azevedo         | PE | 2,0    | 49,5   | 2    | 16º- | 32º+ | 19º- | 27º- | 20º- | bye+ | 29º- | 21º- | 26º- | 28º- | 30º- |
| 34º  | Antônio Rocha           | SP | 1,5    | 18,0   | 0    | 06º= | 24º= | 10º= | -    | -    | -    | -    | -    | -    | -    | -    |

Obs: O MI Antônio Rocha abandonou a competição após a 3ª rodada por motivo de saúde